# Joseph Henri Léveillé

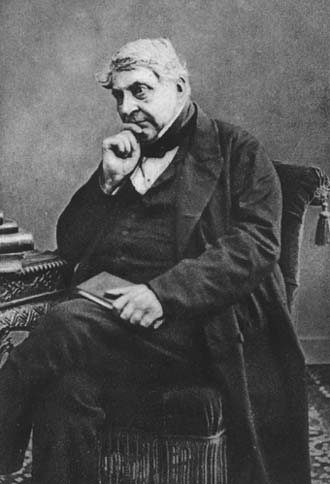
Joseph Henri Léveillé

Joseph Henri Léveillé (* 28. Mai 1796 in Crux-la-Ville; † 3. Februar 1870 in Paris) war ein französischer Arzt, Botaniker und Mykologe. Sein offizielles botanisches Autorenkürzel lautet „Lév.“

## Leben und Wirken
Léveillé studierte an der Universität Paris Medizin und promovierte 1824 zum Dr. med. In seiner Arbeit Recherches sur l’hymenium de champignon beschrieb er die Basidien der Ständerpilze erstmals. 1837 postulierte er in Sur le hymenium des champignons, dass die Ständerpilze ihre Sporen in den Basidien und die Schlauchpilze die ihren in den Asci bilden. Auch die Tatsache, dass Pilzhyphen die Sklerotien bilden, wurde von ihm entdeckt (in Mémoire sur le genere Sclerotium – 1843). In dieser Arbeit beschrieb er auch die Gattung Sclerotium als imperfekte Sippe. 1846 schuf er ein Pilzsystem, dem er mikroskopische Kriterien zugrunde legte (in: Considérations mycologiques, suivies d'une nouvelle classification des champignons) und in dem er anhand der Fruchtkörper die Basidiomyceten den Ascomyceten gegenüberstellte.

## Ehrungen
Nach Léveillé benannt sind die Pilzgattungen Leveillea Fr., Leveillella Theiss. & Syd.,  Leveillina Theiss. & Syd., Leveillula G.Arnaud und Leveillinopsis F.Stevens.

## Schriften (Auswahl)
- Sur le hymenium des champignons In: Annales des sciences naturelles. Botanique. 1837, S. 321–338.
- Memoire sur le genre Sclerotium In: Annales des sciences naturelles. Botanique. 1843, S. 218–248.
- Considérations mycologiques, suivies d’une nouvelle classification des champignons. 1846.
- Sur la disposition méthodique des Urédinéees. In: Annales de sciences naturelles. 1847, S. 369–176.
- Sur quelques nouveaux genres dans la famille des Urédinées. Société Philomatique. 1847, S. 88–89.
- Fragments mycologique. In: Annales de sciences naturelles. 1848, S. 119–144.
- Sur une maladie qui attaque actuellement les vignes des environs de Paris. Société Philomatique 1850, S. 61–64.
- Organisation et disposition méthodique des espèces qui composent le genre Erysiphé. In: Annales de sciences naturelles. 1851, S. 109–179.
- Note sur une nouvelle distribution des Erysiphés. Société Philomatique 1851, S. 31–35.
- Iconographie des Champignons de Paulet. 1851.
- Description d’un nouveau genre de champignons (Entomosporium).  Société Philomatique. 1856, S. 30–32.